# アグテレク・カルストとスロバキア・カルストの洞窟群
アグテレク・カルストとスロバキア・カルストの洞窟群（アグテレク・カルストとスロバキア・カルストのどうくつぐん）は、ハンガリーとスロバキアが共有する世界遺産である。それらは国境付近に広がるカルスト地形と700以上の鍾乳洞群で、一部は国境を超えてつながっている。　

## アグテレク・カルスト
ハンガリー北部のアグテレク地方（オックテレック地方）に広がるカルストの景観は、アグテレク国立公園として保護されている。この国立公園は1985年に設定されたもので、面積は198.92 km2 である。ここにはヨーロッパ最大の鍾乳洞バラドラ洞窟がある。全長26kmのうち、8kmはスロバキア国内にあり、ドミツァ洞窟と呼ばれている。

### バラドラ洞窟

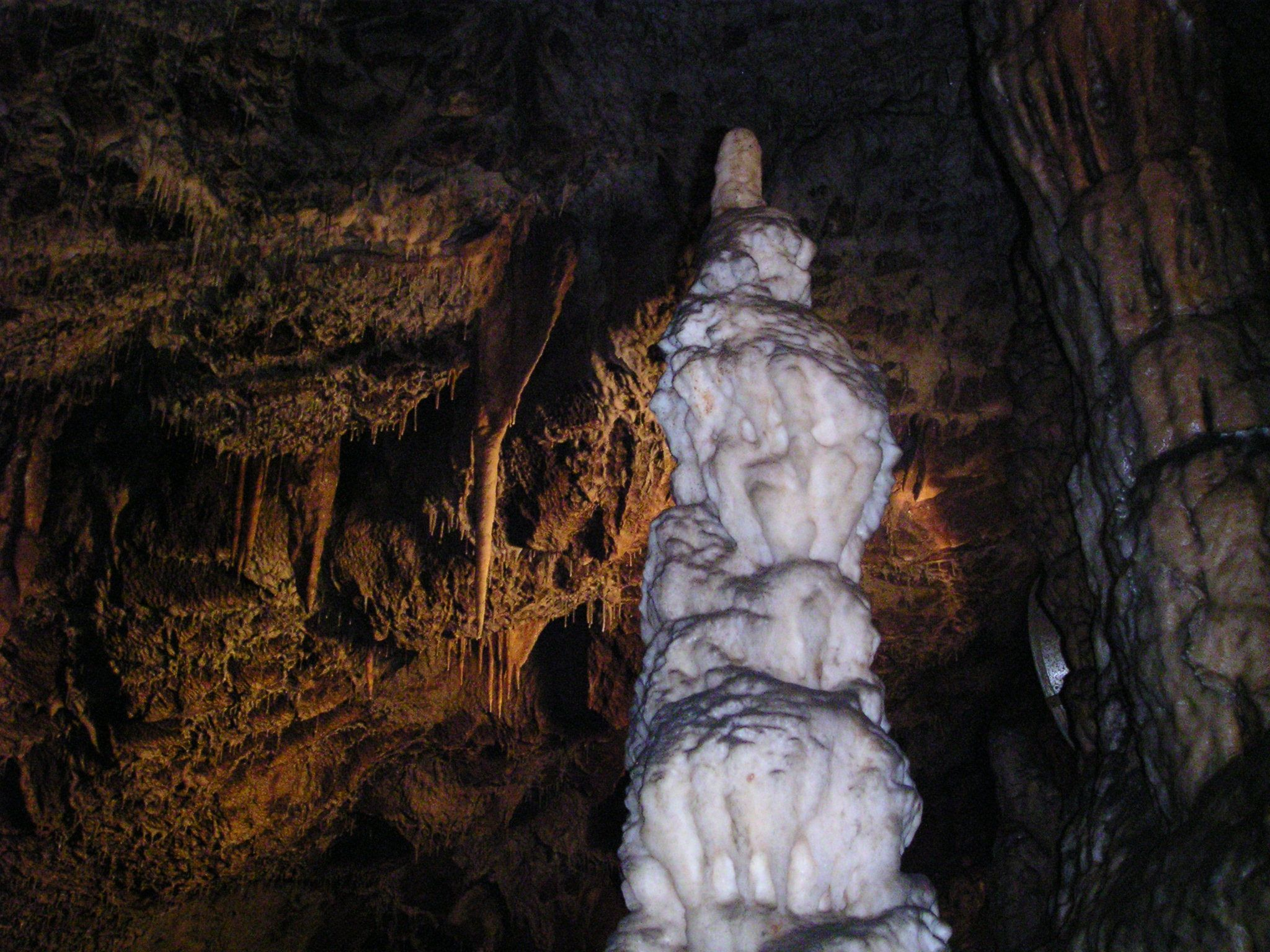
バラドラ洞窟

バラドラ洞窟（Baradla cave）は複雑に入り組んでおり、その形状に合わせて様々な異名が付けられている。中でも「コンサートの広間」は、夏に実際にオペラやオーケストラの演奏会が開催される。これは、鍾乳洞の音響効果が音楽鑑賞に効果的なためである。

## スロバキア・カルスト

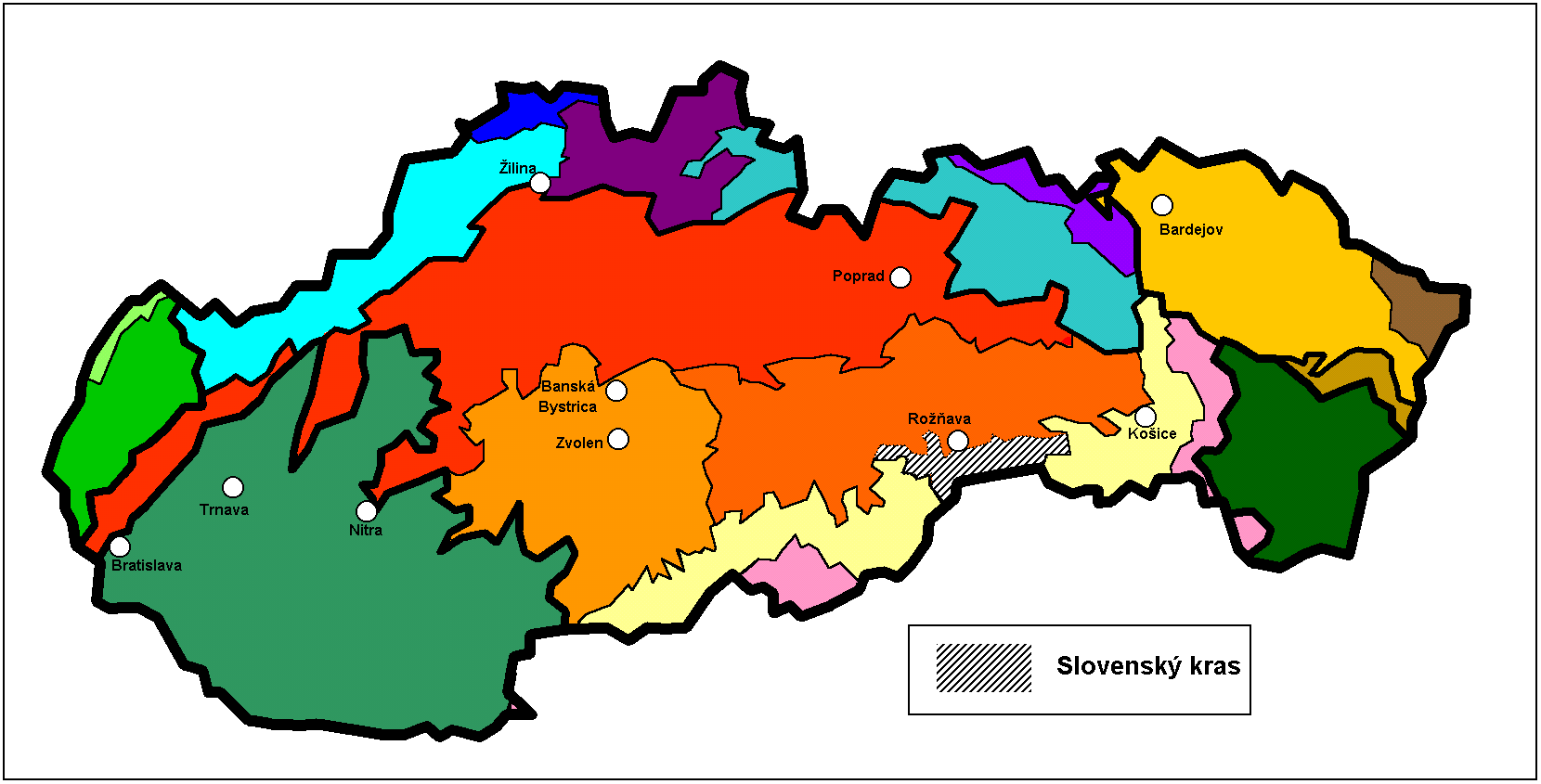
スロバキア・カルスト（灰色の部分）

スロバキア・カルスト（Slovak Karst）あるいはスロヴェンスキー・クラス（Slovenský kras）は、スロバキア南部のカルパチア山脈に属するスロベンスケー・ルドホリエ山脈（Slovenské rudohorie）の支脈の一つである。この地域には、カルスト地形を示す平原や高原が無数にみられる。1973年以降、スロヴェンスキー・クラス景観保護地域となっていたが、2002年3月1日をもって、国立公園になった。この一帯はユネスコの生物圏保護区にも指定され、アグテレク・カルストとともに世界遺産に登録されている。

### 特色
最高峰はJelení vrchで、標高は947mである。主要な川は、シャイオ川、シュティートニック川、トゥルニャ川である。スロバキア・カルストは北温帯の温和な気候帯に属し、四季がはっきりした大陸性の気候である。地質は、中生代の石灰岩やドロマイト（白雲岩）の地層が広がり、それらの下に難透性の砂岩、石灰岩、スレート（粘板岩）の地層がある。平原はオークやシデの森林に、丘はオーク林に、カルストの窪地はトウヒ林に、それぞれ覆われている。北部には、ブナ林もある。

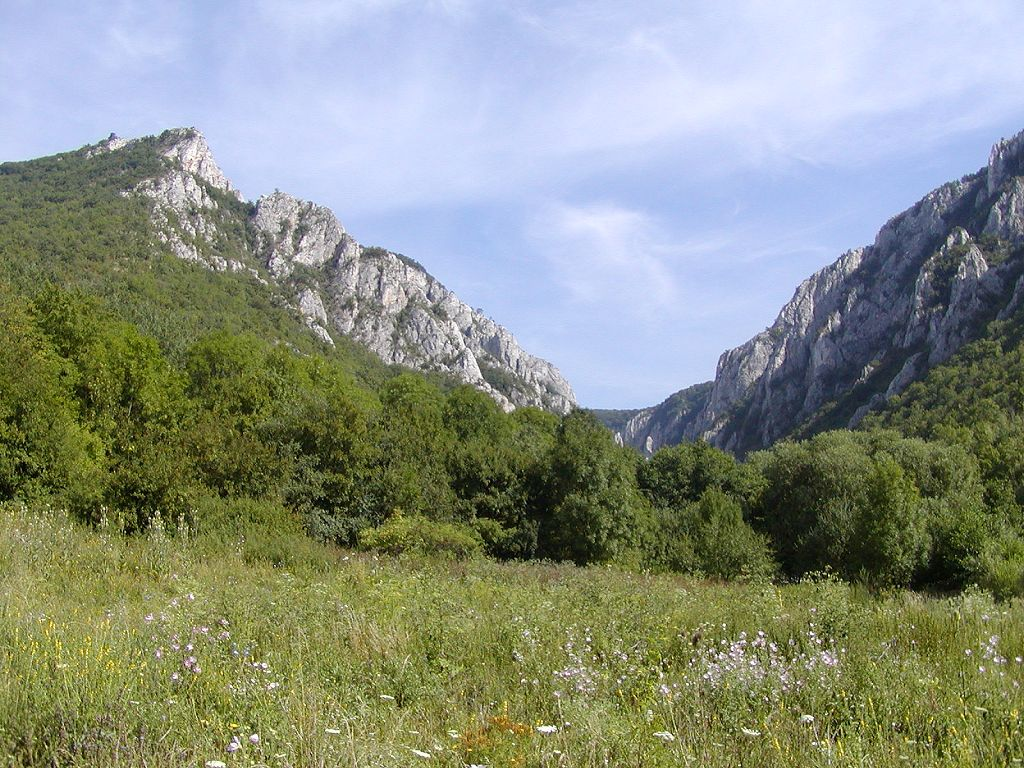
ザディエル渓谷（Zádielska tiesňava）

平原や高原には、直径250m以上、深さ45mに及ぶ窪地（ドリーネ）や、円錐状の丘、川水が地下に流れ込んでいく渓谷など、多くの特徴的なカルスト地形が見られる。また、深さ100m以上の垂直な縦穴が数多く知られている。いくつかには、「悪魔の穴」（Čertova diera、深さ186m）、「小さな鉄の淵」（Malá železná priepasť、深さ142m）、「イノシシの淵」（Diviačia priepasť、深さ122m）などといった異名が付けられている。
この地域は鍾乳洞がたくさんあることでもよく知られている。ハンガリーのバラドラ洞窟とつながっている、ヨーロッパ最大の鍾乳洞のドミツァ洞窟に加えて、オフティンスカー・アラゴナイト洞窟（Ochtinská aragonitová jaskyňa）、ゴンバセック洞窟（Gombasecká jaskyňa）、ヤソフ洞窟（Jasovská jaskyňa）などが一般に公開されている。それ以外で特筆すべき洞窟としては、クラースノホルスカー洞窟（Krásnohorská jaskyňa） とフルショーフ洞窟（Hrušovská jaskyňa）がある。
この地域にはカルスト湖もある。最大のものはヤシュテリチエ湖（Jašteričie jazero、「トカゲの湖」の意）である。
スロバキア・カルストは1977年に「スロヴェンスキー・クラス生物圏保護区」としてユネスコの生物圏保護区に指定されており、動植物にも見るべきものがある。オーク・シデ林、オークの混合林、好熱性オーク林、ブナ林、低木林とカルスト草原がメインな植生で、主な植物はセイヨウシデ、フユナラ、ヨーロッパブナ、セイヨウトネリコ、セイヨウサンシュユ、トルコカシ、プルヌス・マハレブ、ノルウェーカエデ、セイヨウカジカエデ、フユボダイジュ、コブカエデ、セイヨウハシバミ、ヒトシベサンザシ、イヌバラ、セイヨウイボタ、ホワイト・ビーム、カエデバアズキナシ、チャセンシダ、アオチャセンシダ、モエリンギア・ムスコサ、ナツザキフクジュソウ、ルリハコベ、ハナヤブジラミである。希少な植物の例として、第三紀からの生き残りであるエリトロニウム・デンスカニス（Erythronium dens-canis）や、固有種のオノスマ・トルネンシス（Onosma tornensis、ムラサキ科オノスマ属）、セスレリア・ヘウフレリアナ（Sesleria heufleriana）、ディアントゥス・ルムニトゼリイ（Dianthus lumnitzerii、ナデシコ属）などがある。希少な動物には、カタシロワシ、チュウヒワシ、ヒメチョウゲンボウなどがある。また、2001年にドミツァ洞窟はラムサール条約登録地ともなった。一帯の洞窟には500種以上の真洞窟性生物と好洞窟性生物が生息している。

## 登録基準
この世界遺産は世界遺産登録基準のうち、以下の条件を満たし、登録された（以下の基準は世界遺産センター公表の登録基準からの翻訳、引用である）。
- (8) 地球の歴史上の主要な段階を示す顕著な見本であるもの。これには生物の記録、地形の発達における重要な地学的進行過程、重要な地形的特性、自然地理的特性などが含まれる。

## 登録対象
1995年にはバラドラ＝ドミツァ洞窟（登録ID725-001）をはじめとする22の洞窟が登録され、2000年にスロバキア側のドブシンスカ氷穴（Dobšinská Ice Cave、ID725-023、面積約6km2）が追加された。